# Reggie Holmes
Reggie Holmes, né le 8 août 1987, à Baltimore, au Maryland, est un joueur américain de basket-ball. Il évolue au poste d'arrière.

## Palmarès
- Joueur de l'année de la Mid-Eastern Athletic Conference 2010
- First-team All-MEAC 2009, 2010
- MVP du tournoi MEAC 2009